# Coryphaenoides carminifer
Coryphaenoides carminifer es una especie de pez de la familia Macrouridae en el orden de los Gadiformes.

## Morfología
• Los machos pueden llegar alcanzar los 36 cm de longitud total.

## Hábitat
Es un pez de aguas profundas que vive entre 589-1.870 m de profundidad.

## Distribución geográfica
Se encuentra desde el Golfo de Panamá hasta el Ecuador.